# 大崗山人
大崗山人是臺灣所發現的史前人類，其化石是由化石收藏家王良傑所發現於臺灣高雄市阿蓮區大崗山的數件早期智人頭蓋骨及牙齒化石。1999年日本學者來臺協助鑑定該批古人類化石，發現其中兩件古人類牙齒化石的型態與臺灣其他史前遺址的史前人類和現代人不同，因此推測其年代可能距今5-20萬年。

但在2003年將其中兩件與古人類牙齒化石同時發現的頭蓋骨化石送去美國進行碳十四定年法後發現分別約為距今3910年和4160年前，如果該研究的標本和該牙齒化石為同一時期，大崗山古人類的生存年代應僅在距今數千年前，而非先前推測的數萬年到數十萬年前。